# 그랑블루 판타지
《그랑블루 판타지》는 사이게임즈가 제작하는 일본의 미디어 프랜차이즈이다. 2014년 안드로이드, iOS 및 웹 브라우저용으로 제작한 동명의 게임 《그랑블루 판타지》로 시작됐다.

## 여파
2016년 3월 기준으로 《그랑블루 판타지》의 총 다운로드 수는 1천만 번을 돌파했으며, 이는 2019년 12월 기준 약 2500만 번으로 상승했다. 2017년 1월부터 2017년 10월까지 거둔 총수익은 209억 엔이었다.

## 매체

### 비디오 게임
- 《그랑블루 판타지》 (2014)
- 《그랑블루 판타지 버서스》 (2020)
- 《그랑블루 판타지: 리링크》 (발매일 미정)

### 애니메이션
- 《그랑블루 판타지 The Animation》 (2017)
- 《그라부룻!》 (2020)

## 참조

### 내용주
1. ↑  영어: Granblue Fantasy, 일본어: グランブルーファンタジー